# 양종철
양종철(1962년 11월 14일 ~ 2001년 11월 23일)은 대한민국의 개그맨이었다. 2001년 11월 23일 새벽에 나이트클럽에 공연을 하러 가던 도중 논현동 강남구청역 사거리 인근에서 교통사고로 사망했다. 사고 당시에 포드의 SUV 모델인 1999년식 익스플로러를 타고 있었다. 고인의 유해는 경기도 고양시 청아공원에 안장되었다.
불광동 휘발유라는 별명으로 불리기도 했는데 실제로 그는 불광동과 인접한 갈현동에 있는 대성고등학교를 졸업했으며, 2018년 폐교된 불광동의 은혜초등학교 정문 근처에서 거주하였다. 한편, 탤런트 선우재덕과 함께 중앙대학교 연극영화과(1981학번)에 원서를 넣었다가 탈락한 뒤, 1년 재수 끝에 서울예술대학교 연극과에 82학번으로 동반 입학했다.
1991년 9월 12일 새벽, 술에 취해 운전면허증을 요구하는 의무경찰의 뺨을 때리고 경찰서의 화분을 부수는 등 본인(양종철) 등 4명과 함께 행패를 부려 구속되었는데, 이들 중에서는 선우재덕도 포함됐으며 이 사건 탓인지 양종철은 그 이후 CF를 찍은 적이 없다.

## 학력
- 대성고등학교 졸업
- 서울예술대학교 연극과 중퇴

## 출연작

### 방송
- 1986년 ~ 1992년 KBS 2TV 《유머 1번지》
- 1987년 ~ 1991년 KBS 2TV 《쇼 비디오 자키》
- 1995년 ~ 1997년 KBS 2TV 《코미디 1번지》
- 1997년 KBS 2TV 《퍼즐특급열차》
- 1998년 MBC TV 《10시! 임성훈입니다》
- 2000년 KBS 2TV 《가족오락관》
- 2001년 KBS 1TV 《체험 삶의 현장》
- 2001년 MBC TV 《퀴즈 영화탐험》
- 2001년 KBS 1TV 《쇼! 행운열차》
- 2001년 KBS 1TV 《가족오락관》

### 영화
- 1992년 《영구와 흡혈귀 드라큐라》 ... 두칠 역
- 1993년 《영구와 공룡 쮸쮸》 ... 도둑2 역

### 드라마
- 2001년 SBS 《아름다운 날들》 ... 염치수 역
- 2001년 KBS1 《부부클리닉 사랑과 전쟁 - 아들 낳기 대작전》 ... 변강수 역

### CF
- 1987년 해태제과 오징어칲 ("쇼 비디오 자키 - 도시의 천사들" 팀으로 출연)
- 1988년 롯데삼강 옥수수바
- 1988년 흥양 비비젼
- 1988년 빙그레 통구이 ("쇼 비디오 자키 - 도시의 천사들" 팀으로 출연)
- 1989년 서울우유협동조합 서울우유 (Feat. 김의환)
- 1990년 빙그레 오징어 양념 스낵
- 1991년 대일화학의약품사업부 바이패취 (Feat. 송금란)